# Jamki (Mazovie)
Pour les articles homonymes, voir Jamki.
Jamki (prononciation : [ˈjamki]) est un village polonais de la gmina de Potworów dans le powiat de Przysucha de la voïvodie de Mazovie dans le centre-est de la Pologne.
Il se situe à environ 12 kilomètres au nord-est de Przysucha (siège du powiat) et à 89 kilomètres au sud de Varsovie (capitale de la Pologne).
Le village compte approximativement une population de 40 habitants en 2006.

## Histoire
De 1975 à 1998, le village appartenait administrativement à la voïvodie de Radom.